# 上野章波
上野 章波（うえの しょうは、生没年不詳）とは、江戸時代の浮世絵師。

## 来歴
師系不明。作画期は明和2年（1765年）から翌年頃にかけてとされる。鈴木春信風の中判錦絵「小原女」が作として知られており、これには「上野章波画」の落款と「奇友」という人物の作として「小はら女や　月のけふとて　すゝき売（うり）」の句が記されている。